# فرودگاه مارتن استیت

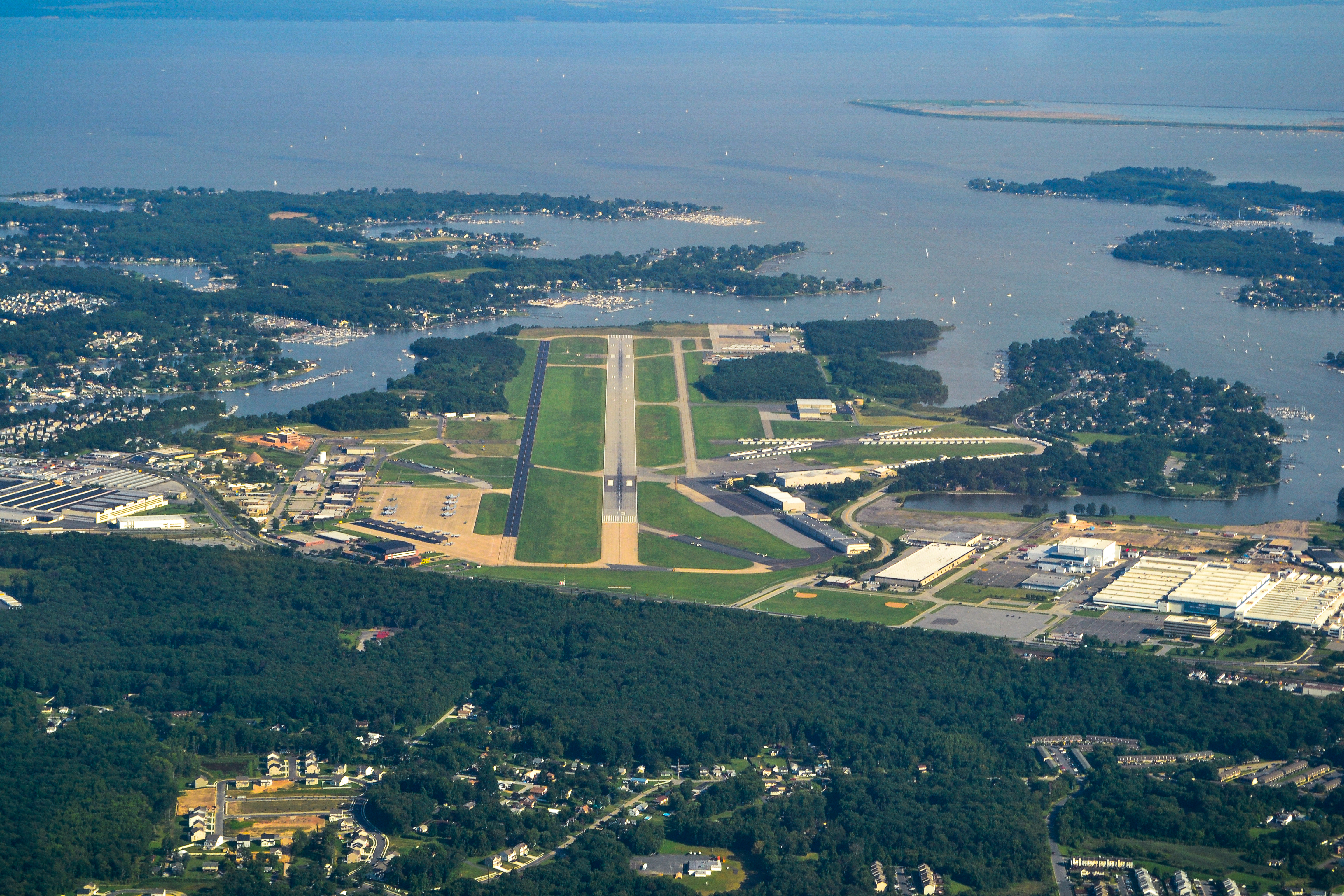
تصویر کاملی از فرودگاه مارتن استیت

فرودگاه مارتن استیت (به انگلیسی: Martin State Airport) یک فرودگاه همگانی بهره‌برداری هوایی با کد یاتا MTN است که یک باند فرود آسفالت دارد و طول باند آن ۲۱۳۲ متر است. این فرودگاه در شهر بالتیمور کشور ایالات متحده آمریکا قرار دارد و در ارتفاع ۶ متری از سطح دریا واقع شده‌است.